# L-01C
docomo STYLE series L-01C（ドコモスタイルシリーズ エル ぜろいち しー）は、LGエレクトロニクスによって開発された、NTTドコモの第三世代携帯電話（FOMA）端末である。docomo STYLE seriesの端末。

## 概要
docomo STYLE series L-03Bの事実上の後継機種にあたる。LGエレクトロニクスでは2010年-2011年冬春モデルとして、光学ズーム携帯や、スマートフォン、LTE（Xi）対応機と高機能モデルを発表しているが、本端末に関しては、機能をしぼり、イージー＆シンプルな端末として提供されている。そのためおサイフケータイやGPS、2in1、iコンシェル、といった、機能は搭載されていない。そのコンセプトから、ターゲットとしては、高機能でなくてもいいから、端末価格が安く、通話や、メール、iモード閲覧ができればいいといった、ビジネスユースや中高年層をターゲットとしている。ただワンセグと防水機能IPX5／IPX7に対応している。
外見は丸みを帯びた持ちやすさを重視したデザインで、ひんじ側に背面ディスプレーを配している。またキーボードを大きめに配置したり、拡大文字に対応したり、よく使う機能をワンタッチでアクセスできる、Myファンクション、よく連絡する相手をワンタッチで表示、Myコンタクト機能をもたせるなど、基本機能をより使いやすくするための配慮がなされている。
カメラ機能はCMOSセンサー510万画素と、近年発売される携帯電話としてはさほど高機能ではないが、オートフォーカスや手振れ補正機能などは搭載されている。また拡大ルーペ機能なども持たせている。
LG電子製携帯電話の特徴である、日本語・英語・韓国語のメニュー切り替えや入力言語の変更が出来、韓国語でのメール送信も出来る。
| 主な対応サービス                   | 主な対応サービス                                                    | 主な対応サービス                       | 主な対応サービス                                          | 主な対応サービス |
| ---------------------------------- | ------------------------------------------------------------------- | -------------------------------------- | --------------------------------------------------------- | ---------------- |
| タッチパネル                       | FOMAハイスピード7.2Mbps                                             | Bluetooth                              | DCMX／おサイフケータイ                                    |                  |
| iアプリオンライン／地図アプリ      | 直感ゲーム／メガiアプリ                                             | iウィジェット                          | マチキャラ／iコンシェル                                   |                  |
| ホームU／ポケットU                 | GPS／オートGPS／ケータイお探し                                      | デコメール／デコメ絵文字／デコメアニメ | iチャネル                                                 |                  |
| 着もじ                             | テレビ電話／キャラ電                                                | ケータイデータお預かりサービス         | フルブラウザ                                              |                  |
| おまかせロック／バイオ認証         | 外部メモリーへiモードコンテンツ移行／ユーザーデータ一括バックアップ | トルカ                                 | iC通信／iCお引越しサービス                                |                  |
| きせかえツール／ダイレクトメニュー | バーコードリーダ／名刺リーダ                                        | 2in1                                   | エリアメール／ソフトウェアーアップデート自動更新          |                  |
| GSM／3Gローミング（WORLD WING）    | 着うたフル／うた・ホーダイ                                          | Music&Videoチャネル／ビデオクリップ    | デジタルオーディオプレーヤー(AAC)(WMA)(MP4)(SDオーディオ) |                  |

### ワンセグ機能
- 連続視聴時間 約220分
- EPG（プリインストール済み）
- 字幕放送
- 視聴予約

## プリインストールアプリ
ターゲットがビジネスユースということもあり、以下のとおり他の機種に比べプリインストールされているアプリは少ない。必要に応じてドコモWebメールなど、ドコモマーケットなどからダウンロードし、インストールする必要がある。
| 日本一周漢字の旅      | 漢字の問題に答えて、日本一周を目指すゲーム                                                                                 |
| 温泉天国              | 日本各地の温泉を巡り、温泉辞典の情報を集めるゲーム                                                                         |
| らくらく麻雀          | 麻雀ゲーム |
| E★エブリスタアプリ    | ケータイ総合雑誌「エブリスタプレミアム」掲載作品の更新情報をリアルタイムにチェックできるiアプリ                            |
| 楽オク出品アプリ2     | 楽天オークション用アプリ、出品も可能                                                                                       |
| Mingle Mangle         | パズルゲーム |
| Battle Reversi        | 相手の駒を自分の駒で上下・左右・斜め方向で挟み、挟まれた相手の駒は自分のものになり、最終的にどちらの駒が残るかを競うゲーム |
| モバイルGoogleマップ  | Googleマップアプリ |
| Gガイド番組表リモコン | テレビ番組表とテレビリモコン機能が1つになったアプリ                                                                        |
| iアプリバンキング     | モバイルバンキングアプリ                                                                                                   |
| プッチンパズル体験版  | パズルゲーム |

## 歴史
- 2010年8月2日 - FCC通過
- 2010年8月19日 - JATE通過
- 2010年11月8日 - F-01C・F-02C・F-03C・F-04C・F-05C・F-06C・L-01C・L-02C・L-03C・Optimus chat L-04C・N-01C・N-02C・N-03C・P-01C・P-02C・P-03C・SH-01C・SH-02C・LYNX 3D SH-03C・SH-04C・SH-05C・SH-06C・ブックリーダー SH-07C・TOUCH WOOD SH-08C・REGZA Phone T-01C・HW-01C・BlackBerry Curve 9300・フォトパネル03の開発並びに一部機種の発売を発表。
- 2010年12月22日 - 発売開始。